# Peer Hultberg
Pour les articles homonymes, voir Hultberg.
Peer Hultberg (né le 8 novembre 1935 à Vangede et mort le 20 décembre 2007 à Hambourg) est un écrivain et psychanalyste danois.

## Biographie
Peer Hultberg naît à Vangede dans la banlieue de Copenhague, et grandit à Horsens et à Viborg où il est élève de l'École cathédrale de Viborg.
À partir de 1953, il étudie le français, la musicologie et les langues slaves à l'Université de Copenhague. Il vit quelques années à Skopje et à Varsovie avant de déménager à Londres en 1959. Il poursuit ses études des langues slaves à l'Université de Londres, et obtient un B.A. en 1963.
Il est lecteur de langue et de littérature polonaises à l'Université de Londres pendant quelques années, le temps de rédiger sa thèse sur le style littéraire de Wacław Berent. Son doctorat en poche, il revient au Danemark, toujours comme lecteur, à l'Université de Copenhague. En 1973, il commence à étudier la psychanalyse à l'Institut C. G. Jung de Zürich, dont il sort diplômé en 1978.
Peer Hultberg s'installe ensuite à Hambourg, où il travaille comme psychanalyste pendant plusieurs années.
Sa carrière d'écrivain commence en 1968 avec la publication de deux nouvelles. Il se révèle réellement en 1985 grâce à la nouvelle Requiem, longue de 611 pages et 537 chapitres. Une autre œuvre marquante est Byen og verden, datant de 1992, pour laquelle il reçoit le grand prix de littérature du Conseil nordique en 1993. En 2004, il obtient également le grand prix de l'Académie danoise.

## Œuvres
- Mytologisk landskab med Daphnes forvandling (roman, 1966)
- Desmond! (roman, 1969)
- Requiem (roman, 1985)
- Slagne veje (nouvelles, 1988)
- Præludier (roman, 1990) (Préludes, traduction française de Terje Sinding, édit.Circé)
- Byen og verden (roman, 1992)
- Kronologi (roman, 1995)
- De skrøbelige (théâtre, 1998)
- Fædra (théâtre, 2000)
- Kunstgreb (théâtre, 2000)
- Min verden - bogstavligt talt (autobiographie, 2005)
- Vredens nat (roman, 2008)

## Source
- (en) Cet article est partiellement ou en totalité issu de l’article de Wikipédia en anglais intitulé « Peer Hultberg » (voir la liste des auteurs).